# Western Union Telegraph Building
El Western Union Telegraph Building era un edificio en Dey Street y Broadway en el distrito financiero de Manhattan en Nueva York (Estados Unidos). Tenía diez pisos y se elevaba a 70 m. La estructura fue diseñada originalmente por George B. Post, con modificaciones de Henry Janeway Hardenbergh. Fue uno de los primeros rascacielos.
Western Union decidió construir el edificio en 1872 después de que se quedó pequeña su sede en 145 Broadway. Post fue seleccionado como el ganador de un concurso de diseño arquitectónico y el edificio se completó en febrero de 1875. En el momento de su finalización, era una de las estructuras más altas de la ciudad de Nueva York, solo detrás de Trinity Church, el New York Tribune Building y las torres del Puente de Brooklyn. El diseño original tenía once pisos. Tenía un techo abuhardillado de tres pisos y una torre de reloj cuyo pináculo le dio al edificio su altura de 70 metros. El interior incluía oficinas ejecutivas, una gran sala de operaciones de telégrafos y espacio de oficinas que se podía alquilar a otros inquilinos.
Los cinco pisos superiores fueron destruidos por un incendio en 1890, aunque la superestructura de la planta baja y los cinco pisos inferiores permanecieron intactos. Hardenbergh diseñó una expansión de techo plano de cuatro pisos para la estructura, que se completó en 1891. AT&T, que adquirió el Western Union Telegraph Building, lo demolió entre 1912 y 1914. Lo reemplazó con el 195 Broadway de 29 pisos, que se completó en 1916. Western Union tuvo sus oficinas allí hasta 1930.

## Sitio

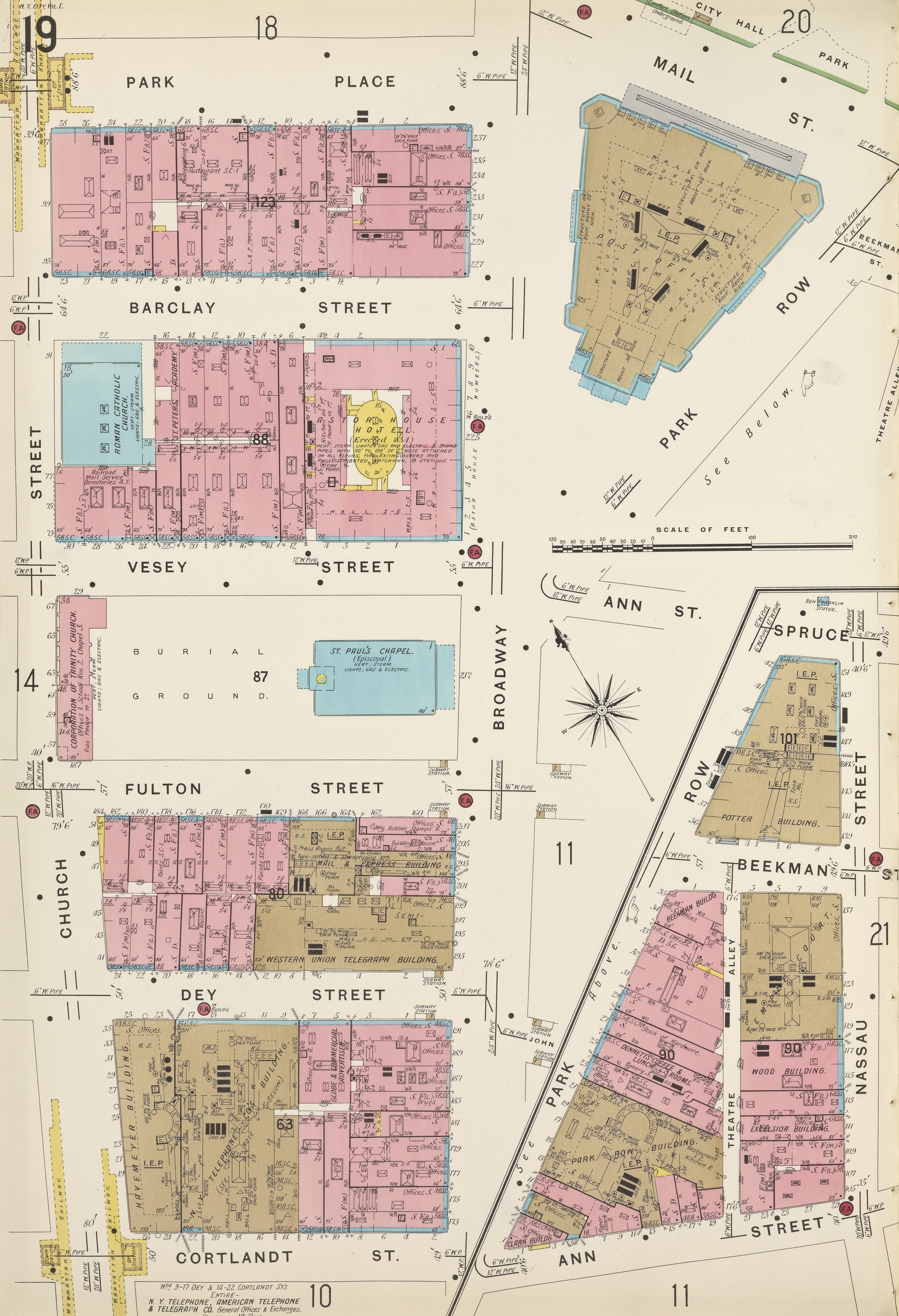
Mapa del sitio, 1905

El Western Union Building estaba en la esquina noroeste de Broadway y Dey Street en el Distrito Financiero del Lower Manhattan en Nueva York. El edificio originalmente ocupaba 23 m largo de Broadway hacia el oriente y 46 m largo de Dey Street hacia el sur. El límite trasero del sitio, en el occidente, era de unos 24 m. El sitio inicialmente ocupaba cinco lotes de terreno: tres en Broadway, cada uno de 7,6 por 30,5 m, y dos en Dey Street, de 7,6 por 23,8 m. Dey Street se inclinaba hacia abajo, alejándose de Broadway, de modo que, si bien el sótano estaba medio nivel por debajo de Broadway, estaba al mismo nivel que Dey Street en el extremo occidental del sitio. Cuando se renovó el Western Union Building en 1890, se adquirió un lote adicional en Dey Street para la expansión, que mide 7,6 por 30,5 m.

## Diseño
Fue diseñado originalmente por el arquitecto George B. Post y se inauguró como la sede de Western Union en 1875. El Western Union Building fue diseñado en estilo neogriego con influencias de Beaux-Arts aunque en el momento de su construcción, el estilo se caracterizó como Renacimiento francés. Numerosos contratistas proporcionaron material para el edificio original. Después de que la estructura sufriera graves daños en un incendio de 1890, fue reconstruida en 1892 según los diseños de Henry Janeway Hardenbergh.
Tenía diez pisos (incluido un ático de medio piso), y medía 70 m desde la punta de su torre del reloj. La altura de las paredes exteriores, debajo del techo abuhardillado, era de 43 m. La planta baja se consideró un sótano completamente elevado y la numeración de los pisos comenzó por encima de esta. El reloj de torre lo convirtió en una de las estructuras más altas de Nueva York, después de la iglesia de la Trinidad, el New York Tribune Building y las torres del Puente de Brooklyn. En el momento de la finalización del Western Union Building, los edificios más altos de la ciudad no tenían por lo general más de seis pisos, y las agujas de las iglesias solo se elevaban a nueve pisos. Esto se debía a que el ascensor era una tecnología nueva.

### Fachada
La articulación originalmente consistía en tres secciones horizontales similares a los componentes de una columna (basa, fuste y capitel ). Los bloques de granito utilizados en la estructura procedían de Quincy, Massachusetts y Richmond, Virginia, y el ladrillo de Baltimore. Sobre la base, las enjutas entre las ventanas de cada piso estaban empotradas entre los pilares verticales, que separaban las fachadas en tramos. En la fachada de Broadway, el segundo y el quinto pilares del sur se diseñaron para ser más anchos, de modo que sostuvieran la torre del reloj y el techo abuhardillado. En general, la ornamentación del Western Union Building no fue tan prominente como sus principales características estructurales.
La base, que comprendía los tres pisos más bajos, estaba revestida con bloques de granito rústicos. La entrada principal era a través de un tramo de escaleras en el centro de la fachada de Broadway, aunque también había una entrada directa al sótano en el extremo occidental de la fachada de Dey Street. Dos pares de columnas de granito Quincy flanqueaban la entrada principal. Había además sobre esta un balcón de piedra con esculturas de bronce de Samuel Morse y Benjamin Franklin. Estas pueden ser obra de Launt Thompson, a quien Post había recomendado al Western Union. El granito de Quincy también se usó para las pilastras de la base.
Del tercer al sexto pisos las paredes consistían en tiras horizontales alternas de ladrillo Baltimore y granito Richmond. La fachada del eje era visualmente distinta de la de la base, con materiales menos pesados y costosos, y a la vez con un patrón más uniforme. El sexto piso tenía ventanas bajas y encima, un balcón con rejas de hierro. Las paredes exteriores del séptimo piso, al nivel del balcón, fueron diseñadas para dejar entrar la luz, así como para reducir la carga en los muros de los pisos inferiores.
El techo original era un abuhardillado y constaba de los pisos octavo al décimo. El techo abuhardillado fue construido por J. B. y J. M. Cornell. El edificio estaba coronado por un reloj de torre, que fue una de las estructuras más altas de la ciudad en su finalización. Los centros de las caras del reloj eran de 56 m sobre el nivel de la calle. A partir de 1877, se lanzó una bola del tiempo desde la parte superior del edificio exactamente al mediodía, provocada por un telégrafo del Observatorio Nacional en Washington D. C. Según un director de publicidad de Western Union, el reloj y la bola del tiempo fueron utilizados por "personas en barcos, en Nueva Jersey, en Long Island y en el extremo norte de la isla de Manhattan". El sistema de bola de tiempo, inventado por George May Phelps, se utilizó como referencia inicial para el tiempo estándar de ferrocarril a partir de 1883; también inspiró la "caída de bola" de One Times Square en la víspera de Año Nuevo desde 1907 en adelante.

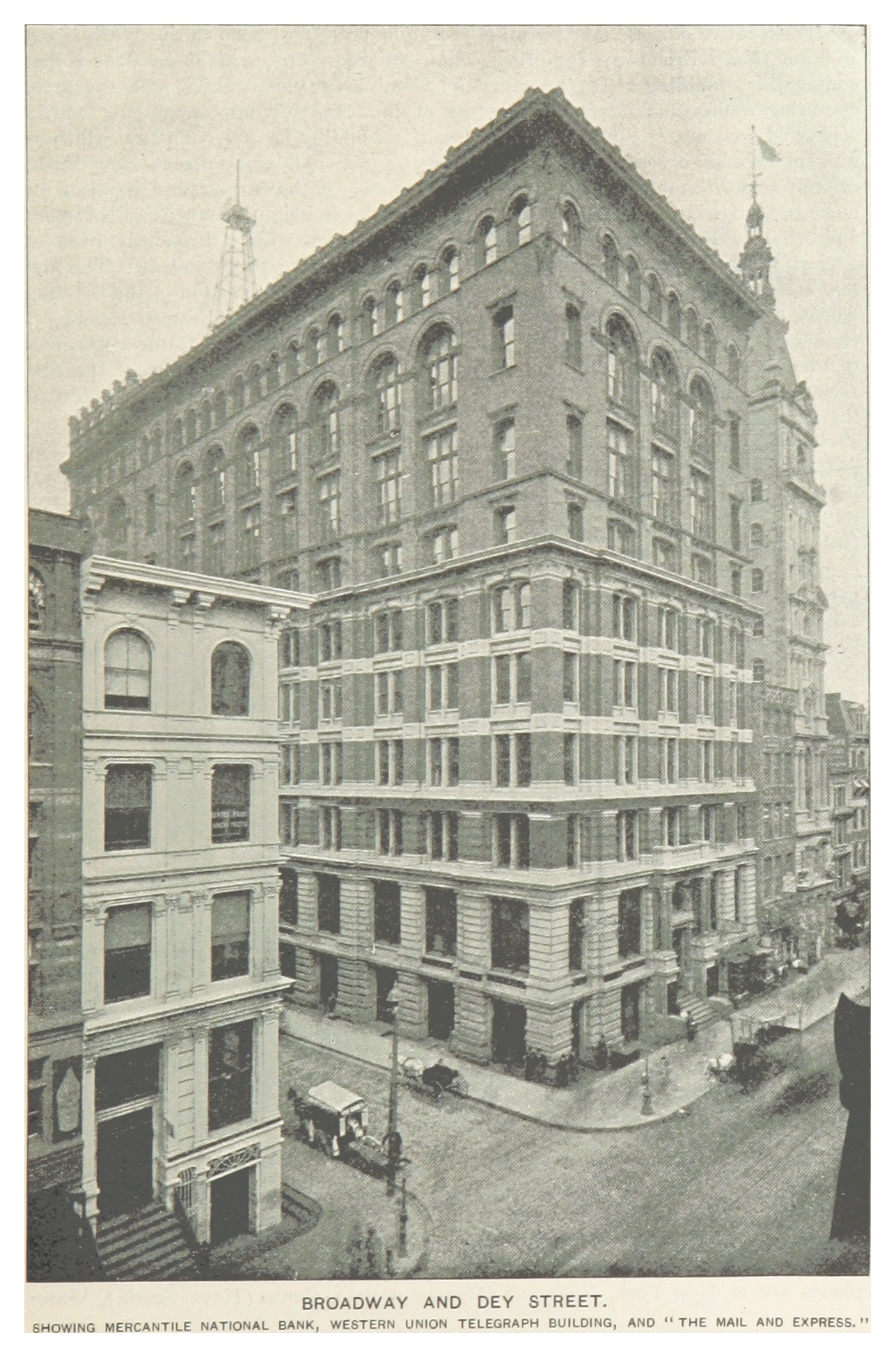
El edificio en 1892, tras la reconstrucción.

Los pisos sexto y séptimo y el techo abuhardillado se quemaron en 1890. Fueron reemplazados por una expansión de techo plano de cuatro pisos. Los pisos superiores reconstruidos se diseñaron con un estilo distinto en comparación con los cinco pisos más bajos y la planta baja. A diferencia de la base y el eje, los pisos superiores carecían de bandas de granito. Había ventanas de arco de medio punto por encima del sexto al octavo piso y ventanas de arco de medio punto más pequeñas en el noveno piso. La bola de tiempo se colocó en una jaula encima de la expansión, a unos 91 m sobre el nivel de la calle.

### Características
La superestructura estaba hecha en gran parte de metal. Las columnas cilíndricas, hechas de hierro fundido, sostenían vigas del piso de 25 cm profundidad. El edificio fue anunciado como ignífugo, utilizando solo una mínima cantidad de madera. Sin embargo, estructuras similares con columnas de hierro se derrumbaron durante el Gran Incendio de Chicago en 1871, ya sea debido al calor extremo o cuando se enfriaron repentinamente con el agua de las mangueras contra incendios. No obstante, la superestructura de acero quedó expuesta en el Western Union Building y sobrevivió en gran medida al incendio de 1890. El techo abuhardillado se construyó con vigas de hierro, apoyadas solo a lo largo de las paredes exteriores, reduciendo así el número de columnas necesarias para el séptimo piso. Las vigas de armadura de hierro que sostenían la parte superior del techo abuhardillado medían 20 m largo.
Los pisos consistían en arcos de ladrillo de entre 25 cm vigas de hierro. Los pisos con arcos de ladrillo se cubrieron con baldosas de piedra artificial Beton Coignet, rodeadas por un borde de baldosas encáusticas. Los pasillos se cubrieron íntegramente con baldosas encáusticas. El Western Union Building también contenía tabiques de bloques de yeso y techos enlucidos.

#### Interior
El Western Union Building sirvió como sede corporativa, con departamentos administrativos y operativos. Había dos niveles de sótano. En el proimero estaba la sala de empaque del departamento de suministros, donde se clasificaban los bienes y se empacaban los artículos, mientras que el segundo sótano contenía la sala de máquinas. La planta baja contenía varios departamentos. La oficina del tesorero tenía una entrada separada de Broadway y tenía una bóveda debajo de los escalones de la entrada principal. Justo dentro de la puerta principal había un pasadizo público de 24 m largo y 6 m ancho, que corría de occidente a oriente paralelo a la calle Dey. A un lado del pasillo había un mostrador continuo de caoba para los departamentos de cable, mensajería general, ciudad y entrega de Western Union. El pasillo conectaba con el vestíbulo del ascensor y una sala de espera para mujeres. En la parte trasera, u occidental, de la planta baja se encontraba el departamento de suministros y la oficina del encargado de las tiendas. La superficie del piso de la planta baja se colocó con baldosas encáusticas en mosaico. Los pisos primero y segundo se utilizaron originalmente como pisos de alquiler, mientras que los pisos tercero al quinto contenían varias oficinas.
En el sexto piso original estaba la sala de baterías, que contenía los cables telegráficos entrantes y salientes, así como miles de celdas que generaban energía para los telégrafos. Este piso tenía un techo de 3 m y estaba iluminado por ventanas bajas. Los cables entraban en la sala de baterías desde el balcón que rodeaba el séptimo piso. También había vestuarios para operadores en el sexto piso. La sala de baterías se había trasladado al segundo sótano antes del incendio de 1890.
El séptimo piso original, que contenía la sala de operaciones del telégrafo, tenía unas dimensiones de 44,2 por 21,3 m y un techo de 7 m. El séptimo piso estaba en gran parte libre de obstrucciones, excepto por cuatro columnas de hierro en su extremo este, que sostenían la torre del reloj. También estaba bien iluminado, con más de cuarenta ventanas por todos lados además de lámparas de gas. Había una centralita en el lado norte de la habitación, que medía 8 m largo, 2 m ancho, que llevaba trescientos cables telegráficos en total. Había más de ochenta mesas de operador de caoba, cada una dividida en cuatro partes por mamparas de vidrio. Los diferentes géneros trabajaban en una parte separada de la habitación y estaban separados por un tabique de 2 m altura. La sala de control del séptimo piso tenía un fresco en el techo que representaba el cielo.
Los pisos originales del octavo al décimo se utilizaron como cuartos de empleados y almacenes. El octavo piso originalmente contenía el departamento de contabilidad comedores de operadores, las oficinas de New York Associated Press, y un tanque de agua con una capacidad de 18 927 L. En el noveno piso estaban la cocina, cuartos de lavado y secado, refrigeradores y comedores de empleados. El décimo piso contenía un almacén de mensajes y otro tanque de agua. Un tramo de escaleras iba desde el décimo piso hasta la torre del reloj.
Cuando los pisos sexto a décimo originales fueron destruidos en 1890, fueron reemplazados por cuatro pisos de techo plano. El nuevo sexto piso se convirtió en oficinas, mientras que las salas de control se dividieron entre los nuevos pisos séptimo y octavo. Las de reemplazo medían 22,9 por 61,0 m y estaban iluminados por treinta y seis grandes ventanales. El séptimo piso también tenía un departamento de noticias comerciales. Había diez centralitas en las salas de control. El nuevo noveno piso se convirtió en restaurante, cocina y cuartos de servicio.

#### Servicios públicos y ascensores
En el sótano había seis calderas tubulares de vapor de 41 CV cada uno; tres se utilizaron para calentar el edificio, mientras que los otros tres se utilizaron para alimentar la maquinaria, incluidos los ascensores, los tubos neumáticos y los montacargas. En este piso había 18 pozos, cada uno de los cuales se hundió 15 m profundo a un estrato de agua debajo de la capa subyacente de hardpan. Los pozos podrían extraer un total combinado de 1136 L de agua por minuto. Otra bomba podría enviar hasta 3785 L por minuto a los tanques de agua en los pisos superiores. Los pozos se colocaron porque Post o Western Union asumieron que el acueducto de Croton no proporcionaría suficiente agua en caso de incendio.
Se construyó con tres ascensores de pasajeros entre el vestíbulo de la planta baja y el quinto piso, y un montacargas de vapor y se extendía entre el sótano y el décimo piso. Dos de los ascensores de pasajeros, de uso público, funcionaban con vapor y tenían una capacidad de dieciocho pasajeros cada uno. El tercer elevador de pasajeros, exclusivo para los empleados de Western Union, podía acomodar a catorce pasajeros y originalmente era de propulsión hidráulica. El elevador hidráulico para empleados era difícil de controlar para el ascensorista, por lo que en 1891 fue reemplazado por uno de vapor. Un conjunto de escaleras de hierro también conectaba todos los pisos. Se podía acceder a la torre del reloj por un tramo de escaleras.
Un sistema de tubos neumáticos transmitía mensajes entre la sala de control los departamentos de la planta baja. Estos también se conectaban a Corn Exchange, Produce Exchange y una oficina auxiliar de Western Union en Pearl Street.

## Historia
Western Union fue fundada en 1851 como New York and Mississippi Valley Printing Telegraph Company. Fue rebautizada como Western Union Telegraph Company en 1856. Después de sus adquisiciones de varios competidores importantes en la década de 1860, Western Union se convirtió en un importante proveedor de servicios telegráficos transcontinentales y transoceánicos a fines del siglo XIX. La empresa se trasladó a la ciudad de Nueva York desde Rochester, Nueva York, en 1866. Su primera sede de la ciudad de Nueva York estaba en 145 Broadway, un poco al sur del sitio del Western Union Building.

### Planificación y construcción

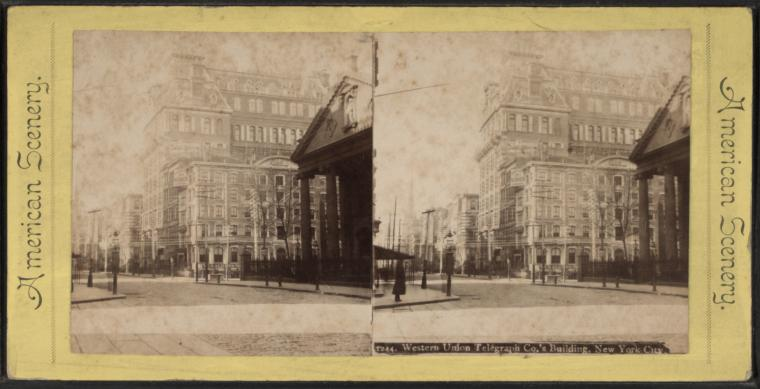
Vista estereoscópica desde el norte; La Capilla de San Pablo está a la derecha

Western Union pronto superó el espacio disponible su sede en 145 Broadway, y la compañía decidió buscar una nueva sede bajo el liderazgo del presidente William Orton y el principal accionista Cornelius Vanderbilt II. Al principio, la compañía intentó comprar Astor House, frente a la Oficina de Correos del Ayuntamiento y el Palacio de Justicia más al norte, aunque la adquisición no tuvo éxito. En marzo de 1872, Western Union había comprado un terreno en la esquina noroeste de Broadway y Dey Street, pagando 840 000 dólares a Thomas W. Evans, dentista del emperador francés Napoleón III. La empresa quería construir una estructura de diez pisos en la que ocuparía tres de los pisos. Según el escritor de arquitectura Robert A. M. Stern, la estructura también serviría como "una representación visible de la hegemonía virtual de Western Union en su campo y de la solidez de su liderazgo". Los directores de la compañía votaron en abril de 1872 para emitir 1,5 millones de dólares en bonos para la construcción.
Western Union organizó un concurso de diseño arquitectónico para el edificio. Anunciado en marzo de 1872, este solo estaba abierto a arquitectos invitados seleccionados, que presentaban planos sin sus nombres adjuntos. Después de que se enviaron los bocetos iniciales, Western Union solicitó diseños detallados a tres finalistas. Western Union no se comprometió a pagar una tarifa de arquitecto adecuada al arquitecto ganador, por lo que tres de los arquitectos invitados se negaron a participar. George Post había ganado la competencia en julio, pero no antes de que surgiera una disputa con Western Union sobre el tema del dinero. Este fue una preocupación para Post, quien estaba en apuros para pagar el alto alquiler en su oficina en Equitable Life Building. El 8 de agosto, poco después de que Post fuera elegido arquitecto, se habían iniciado los trabajos de cimentación.
La correspondencia entre Post y Orton indicó que los planes para la subestructura se habían preparado por completo a fines de agosto de 1872. Los contratistas comenzaron a presentar ofertas para las obras del sótano en septiembre, y el granito que se utilizará en el sótano se preparó dos meses después. En marzo de 1873, se seleccionó al contratista principal. Los planos de construcción originales indicaban que el edificio solo tendría nueve pisos de altura, pero finalmente tuvo diez, excluyendo la planta baja, que se consideraba un sótano completamente elevado. Aunque se esperabna finalizarlo a mediados de 1874, las obras solo habían llegado al séptimo piso para entonces. Las entregas de granito de Richmond se habían retrasado debido a una inundación en la cantera. El edificio estaba listo para su ocupación el 1 de febrero de 1875. La construcción había costado 2,2 millones de dólares.

### Uso
Cuando se inauguró, el primer y segundo piso se alquilaron a inquilinos de oficinas. Una habitación en el primer piso estaba ocupada por el editor del periódico de Western Union Telegraph Company, el Journal of The Telegraph. Los pisos tercero a quinto estaban ocupados por los oficiales ejecutivos de Western Union; las oficinas del electricista, auditor, oficina de tarifas y superintendentes generales; y la Gold and Stock Telegraph Company. En la esquina noreste del tercer piso estaba la oficina del presidente de Western Union. Inicialmente, la sala de telégrafos funcionaba las 24 horas del día y ocupaba a 290 operadores, de los cuales 215 eran hombres y 75mujeres. Según un libro de 1879, era atendida por más de trescientos operadores durante el día y por cien durante la noche.
La iluminación eléctrica se instaló en 1883, reemplazando el sistema de iluminación de gas. En 1886, Western Union ocupaba todo el primer piso y gran parte del tercero. Todo el quinto piso y gran parte del cuarto se alquilaron a otras empresas. El techo sufrió daños leves en un incendio de 1889, un incidente que los medios de comunicación describieron como una demostración de su ignifugidad. En 1890, los cinco pisos más bajos estaban ocupados por New York Associated Press y numerosos sistemas ferroviarios.
El 18 de julio de 1890, el techo y los pisos superiores fueron destruidos en un incendio, que se supuso fue causado por cables eléctricos defectuosos. La estructura había sido mal equipada para la protección contra incendios, ya que contenía objetos inflamables en sus almacenes y pocas rutas de salida. El quinto piso, el más alto que sobrevivió al incendio, fue despejado para dar paso a una sala de telégrafos temporal, pero la parte restante del edificio resultó dañada por el agua que se había utilizado para extinguir el incendio. Si bien el incendio en sí no tuvo víctimas fatales directas, un trabajador murió durante las labores de remoción de escombros. Cuatro días después del incendio, los operadores habían regresado al trabajo. Los funcionarios de Western Union habían contratado a Post para inspeccionar el edificio y determinar cómo se repararía la sección superior. Finalmente, Western Union decidió eliminar los cinco pisos superiores y agregar una extensión de techo plano de cuatro pisos. Hardenbergh fue contratado para la expansión, que se completó en 1891, aunque a los medios se les dio un recorrido por la nueva sala de control en 1892. El edificio ampliado ocupó un lote adicional en 14-18 Dey Street, así como el sitio del edificio más antiguo.

### Demolición

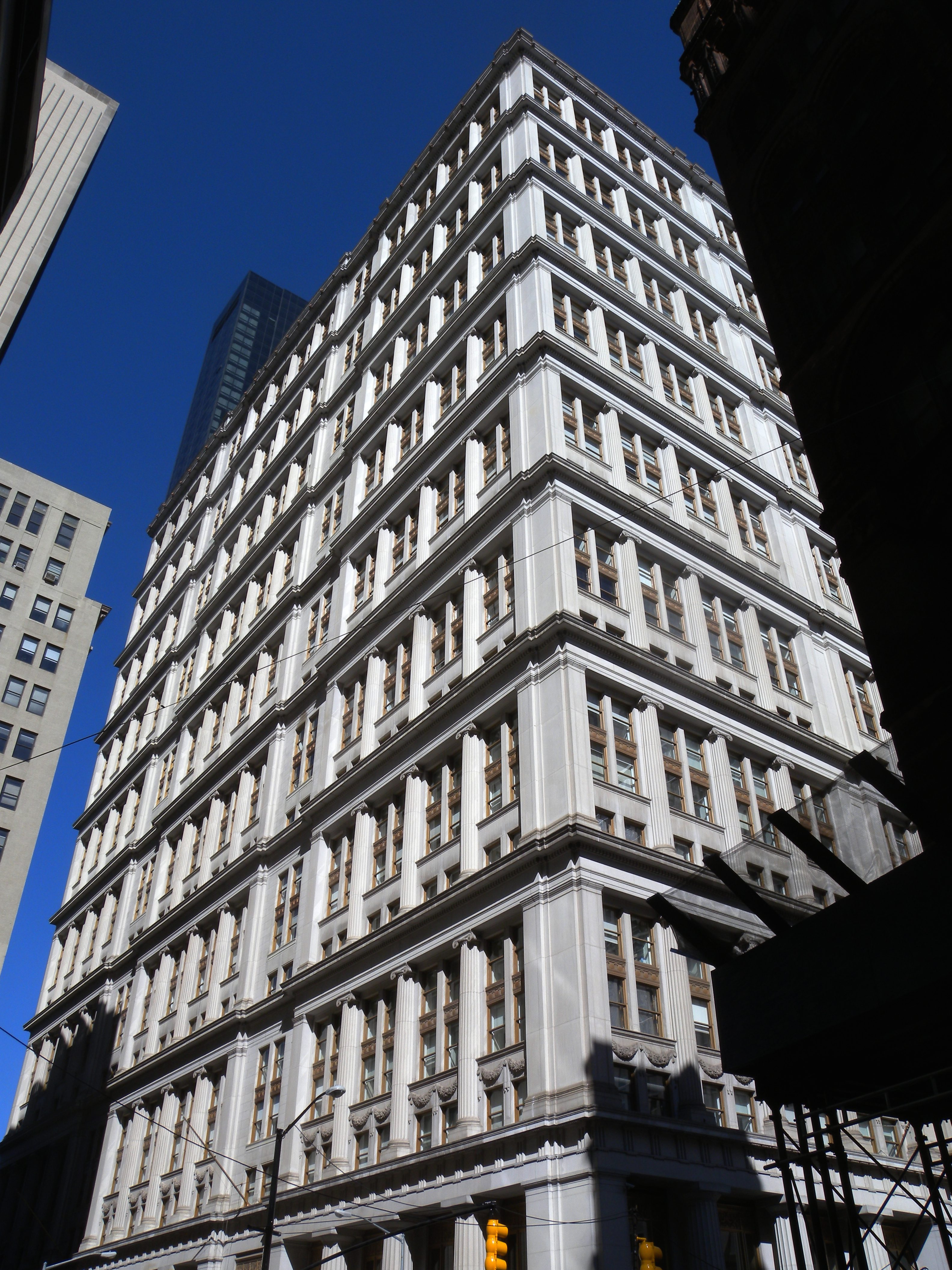
195 Broadway, que reemplazó al Western Union Building en 1916

En la primera década del siglo XX, Western Union comenzó a comprar otros lotes en el mismo bloque. Western Union fue adquirida por AT&T en 1909, y al año siguiente, AT&T reveló planes para mejorar las oficinas de Western Union "para el alojamiento del público y el bienestar" de los trabajadores. A William W. Bosworth se le ofreció el encargo de diseñar un edificio de la sede en 195 Broadway en noviembre de 1911. Este ideó planes para un edificio de fachada blanca de 29 pisos en Broadway desde Dey Street hasta Fulton Street, en el sitio del Western Union Building, así como los lotes adicionales. Para minimizar la interrupción de las operaciones de Western Union, el nuevo edificio se construyó en varias partes y se organizó la 195 Broadway Corporation para hacerse cargo de la operación de la estructura existente.
El anexo del Western Union Building en 14-18 Dey Street fue demolido a partir de 1912. The New York Associated Press se mudó a 51 Chambers Street en abril de 1914, y los empleados de Western Union se mudaron a una nueva estructura en 32 Avenue of the Americas en junio. En agosto de ese año, The Wall Street Journal informó: "Los muros pronto serán completamente demolidos". El nuevo edificio 195 de Broadway fue terminado en 1916. Hubo oficinas de Western Union 195 Broadway hasta 1930, cuando se trasladó a una nueva estructura en 60 Hudson Street más al norte.

## Legado
El diseño del Western Union Building recibió críticas mixtas. La revista The Aldine comparó el Western Union Building con una catedral, dado que era tan prominente en el horizonte del Lower Manhattan. El New-York Tribune lamentó que "para un edificio tan marcado no se podría [...] haber asegurado un sitio más grande". Alfred J. Bloor, dirigiéndose al American Institute of Architects poco después de la finalización del edificio, sintió que Post había cometido un error al usar piedra de color claro para las bandas en la fachada, y también criticó los diseños del eje y el techo. Aun así, también manifestó su admiración. La participación de Post en el Western Union Building llevó a Vanderbilt, entonces el principal accionista de Western Union, a encargarle el diseño de su casa en la Quinta Avenida a Post a pesar de que este no tenía experiencoia esa área. Cuando se completó la reconstrucción de los pisos superiores, Real Estate Record and Guide criticó el nuevo diseño: "En matemáticas, dos mitades pueden formar un todo, pero en arquitectura no necesariamente; y en el ejemplo en cuestión decididamente no es así "
Las revisiones posteriores también enfatizaron su importancia. El escritor de arquitectura Winston Weisman declaró en 1972 que el "principio básico" de la arquitectura estaba "dictado por la función", que Post "establece arquitectónicamente en forma refinada y en un edificio excepcionalmente alto donde su mensaje no podía perderse". Stern, escribiendo en 1999, describió el edificio como "un gran monumento corporativo, uno de los pocos edificios importantes" que siguieron a la finalización del Equitable Building.
La estructura inicial ha sido descrita como uno de los tres primeros rascacielos influyentes del Lower Manhattan, junto con el Equitable Life Building y el New York Tribune Building. Los edificios Tribune y Western Union se citan de diversas maneras como los primeros rascacielos de la historia o los siguientes rascacielos importantes después del Equitable Life debido a su aumento sustancial de altura. El historiador de la arquitectura Montgomery Schuyler escribió que el Tribune y el Western Union eran "mucho más visibles que los productos del ascensor Equitable", en referencia al diseño del Equitable Life, que le dio una apariencia disminuida. La diferencia de altura con respecto al Equitable fue lo suficientemente significativa como para atraer la atención de informes de los medios como el Graphic, que había escrito en 1873 que "el Western Union Building sería la estructura comercial más elevada de Broadway, el doble de la altura de la estructura de piedra marrón de cinco pisos que acaba de al norte de ella ".